# Cal Serrador (Avià)
Cal Serrador és una masia situada al municipi d'Avià, a la comarca catalana del Berguedà. La finca alberga una explotació lletera.